# Ailly-sur-Noye
Ailly-sur-Noye là một thị trấn của tỉnh Somme, thuộc vùng Hauts-de-France, miền bắc nước Pháp.

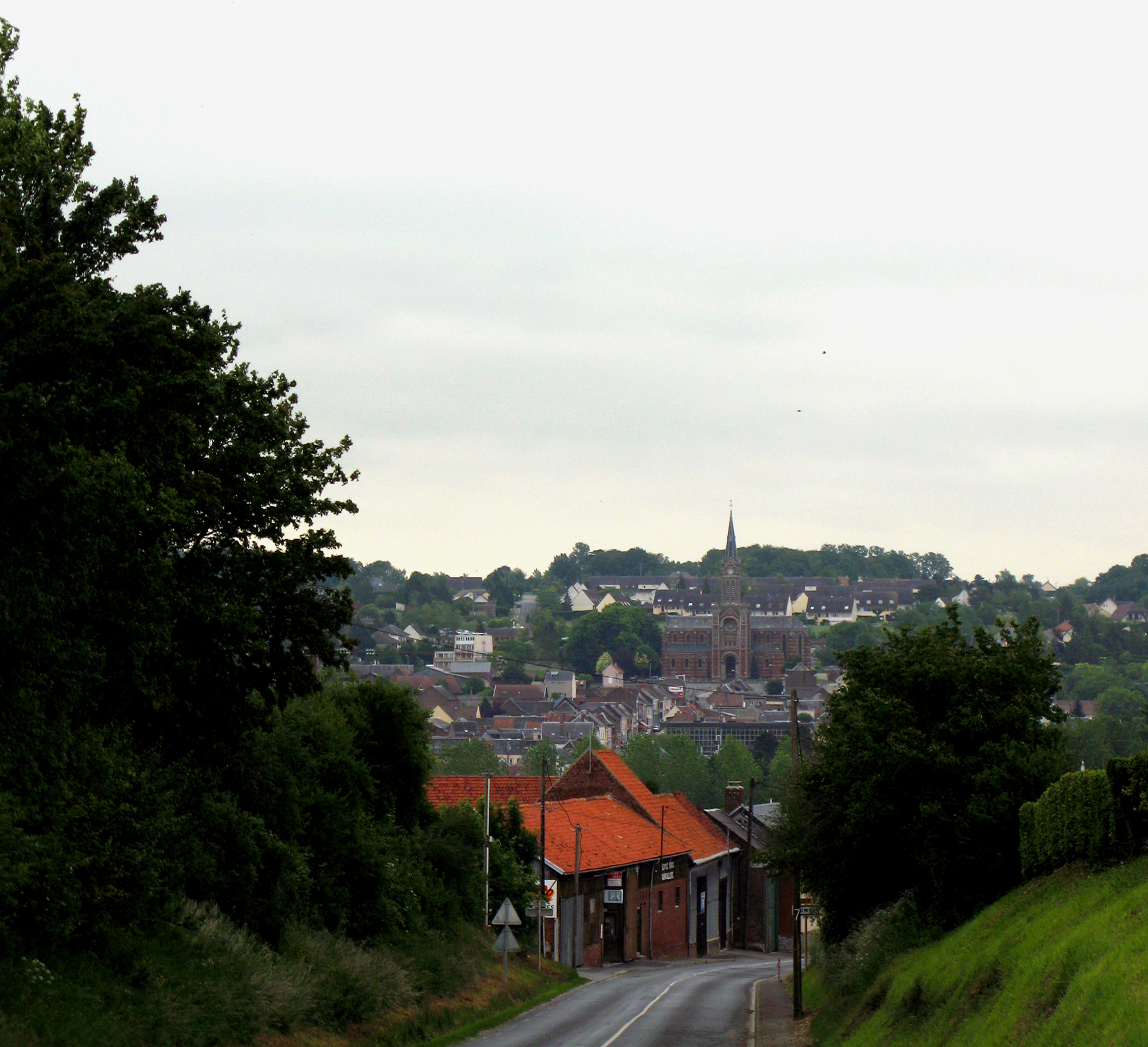
View coming from Amiens

## Thông tin nhân khẩu
| 1962                                                    | 1968 | 1975 | 1982 | 1990 | 1999 |
| ------------------------------------------------------- | ---- | ---- | ---- | ---- | ---- |
| 1931                                                    | 2008 | 2134 | 2596 | 2647 | 2643 |
| Kết quả điều tra từ năm 1962, dân số không tính hai lần |      |      |      |      |      |